# Hohlfußröhrlinge
Die Einteilung der Lebewesen in Systematiken ist kontinuierlicher Gegenstand der Forschung. So existieren neben- und nacheinander verschiedene systematische Klassifikationen. 
Das hier behandelte Taxon ist durch neue Forschungen obsolet geworden oder ist aus anderen Gründen nicht Teil der in der deutschsprachigen Wikipedia dargestellten Systematik.
Die Hohlfußröhrlinge (Boletinus), auch Schuppenröhrlinge genannt, sind eine obsolete Gattung aus der Familie der Dickröhrlingsverwandten (Boletaceae). Mittlerweile werden sie zu den Schmierröhrlingen (Suillus) gerechnet. In Mitteleuropa gibt es von den früheren Hohlfußröhrlingen nur eine Art, den Hohlfußröhrling (Suillus cavipes).

## Merkmale
Die Hohlfußröhrlinge sind kleinere bis mittlere Dickröhrlingsverwandte, meist lang halbkugelig bleibend und mit stumpfem und niedrigem Buckel auf dem Hut. Die Hüte sind gelb-, gold-, dunkel- bis rotbraun, anfangs filzig und reißen bald in Schüppchen auf. Die Röhren sind gelb, dann grünlichgelb, relativ kurz und nur schwer vom Hutfleisch zu trennen. Das Fleisch ist blassgelb, bei Bruch unveränderlich und im Geschmack neutral.

## Vorkommen
Die Hohlfußröhrlinge sind meistens an Lärchen gebunden (Mykorrhizapartner). Sie wachsen von Juli bis Oktober auf sauren Böden. In Berglagen (Wallis) sehr häufig anzutreffen, nicht selten in Gemeinschaft mit dem Grauen Lärchenröhrling und dem Goldröhrling.

## Bestimmung
Die Hohlfußröhrlinge sind an ihrer Kleinheit, ihren weitmaschigen Poren und am Standort (Lärchen) sehr gut zu bestimmen.

## Verwendbarkeit
Die Hohlfußröhrlinge sind essbar, aber wenig ergiebig. Sie eignen sich aber hervorragend als Füllpilz in einem Mischpilz-Gericht, wie auch zum Trocken oder als Einlage in einen Pilzsalat.

## Wichtige Arten
- Hohlfußröhrling (Suillus cavipes)
- Asiatischer Schuppenröhrling (Boletinus asiaticus)